# Eupithecia harlequinaria
Eupithecia harlequinaria là một loài bướm đêm trong họ Geometridae.